# Самойлович, Рудольф Лазаревич
Рудо́льф (Рувим, Николай) Ла́заревич Самойло́вич (1 (13) сентября 1881, Азов — 4 марта 1939, Москва) — советский полярный исследователь, профессор (1928), доктор географических наук (1934).

## Биография
Родился в семье еврейского коммерсанта. После окончания Мариупольской гимназии поступил на физико-математический факультет Новороссийского университета, где вступил в революционный кружок и попал под надзор полиции. Тревожась за судьбу сына, мать отправила его продолжать образование в Германию, во Фрайберг. В 1904 году он окончил там Горную академию. Но и за границей он сблизился с местными революционерами и пересылал в Азов пакеты с нелегально издававшейся там газетой «Искра». В 1904 году после завершения учёбы Рудольф вернулся домой, в Азов. Здесь он продолжил нелегальную революционную деятельность; в типографии старшего брата Анатолия, находившейся в Азове, с участием члена Донкома РСДРП Зеликмана и наборщика Я. Немченко нелегально печатал прокламации.
В 1906 году Самойлович переехал в Ростов-на-Дону. Это время первой русской революции. Рудольф активно участвовал в сходках, демонстрациях, вёл агитацию среди рабочих железнодорожных мастерских, казаков, в казармах солдат. За ним было установлено постоянное полицейское наблюдение. В июле 1906 года он был арестован. Два года Рудольф жил в Петербурге по фальшивым документам на имя Сорокина, работал бухгалтером, установил связь с комитетом РСДРП. Был арестован и выслан в посёлок Пинегу Архангельской губернии. Летом 1910 года ему разрешили переехать в Архангельск, где он стал секретарём общества по изучению Севера и познакомился с В. А. Русановым.
В 1912 году участвовал в геологической экспедиции В. А. Русанова на остров Шпицберген. Один из инициаторов и первый руководитель Северной научно-промысловой экспедиции (1920—1925), после её реорганизации — директор Института по изучению Севера (1925—1930), после его ликвидации — заместитель директора Всесоюзного арктического института (1932—1938). Основатель и первый руководитель кафедры полярных стран в ЛГУ (1934—1937). Начальник экспедиции на ледоколе «Красин» по спасению потерпевшего в Арктике аварию итальянского дирижабля «Италия», совершавшего полёт к северному полюсу под командованием Умберто Нобиле (1928). Руководитель научной части международной воздушной экспедиции на дирижабле «Граф Цеппелин» (1931), начальник экспедиций на «Русанове» (1932), «Седове» (1934), «Садко» (1936 и 1937—1938).
В июле 1938 года Р. Л. Самойлович был арестован, а 4 марта 1939 года — расстрелян по приговору Военной коллегии Верховного суда СССР по обвинению в измене Родине и участии в контрреволюционной террористической организации. Шурин Самойловича, полярный исследователь Михаил Ермолаев также был репрессирован, но выжил в лагерях. На карте Карского моря вместо острова Самойловича появился остров Длинный. В 1957 году Р. Л. Самойлович был посмертно реабилитирован. Похоронен в братской могиле Донского кладбища в Москве.

## Семья

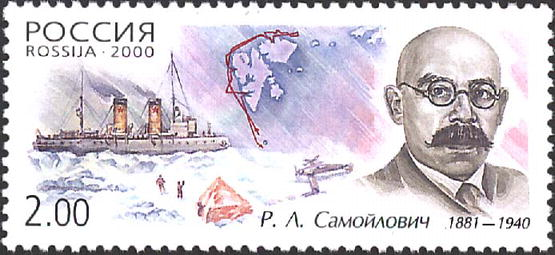
Марка России 2000 года, с изображением Р. Л. Самойловича и операции по спасению дирижабля «Италия»

Был помолвлен с Софьей Щепкиной (25.03.1886—25.03.1907), которая вместе с ним участвовала в подпольном социал-демократическом движении. В 1907 году организация была раскрыта. Не выдержав допросов, Софья отравилась. Похоронена на Волковском православном кладбище в Санкт-Петербурге.
Жена — Мария Ивановна Щепкина (сестра Софьи Щепкиной), слушательница медицинского факультета Лозаннского университета и Петербургского женского медицинского института. Её вторая сестра, Вера Ивановна Щепкина, была замужем за литературоведом А. С. Долининым.
Дочери Софья (1909—?), геолог; Мария-Тамара (1912—?). Самойлович и Щепкина развелись в 1918 году.
Вторым браком (с 1918 года) был женат на дочери военного инженера-фортификатора Елене Ермолаевой, которая была младше Самойловича на 22 года. Сын Владимир (1919 — после 1945) — участник Арктической экспедиции 1932 г., в Великую отечественную войну — военврач третьего ранга, в 1945 г. арестован за антисоветские разговоры, дальнейшая судьба неизвестна.

## Награды
- Орден Ленина
- Орден Трудового Красного Знамени

## Память
Именем Самойловича названы пролив и ледниковый купол на Земле Франца-Иосифа, бухта на Новой Земле, остров в архипелаге Северная Земля, гора и полуостров в Антарктиде.
В честь Самойловича, за заслуги в освоении Севера, назван шестой танкер-газовоз ледового класса Arc7 для проекта Ямал СПГ «RUDOLF SAMOYLOVICH»

## Музей

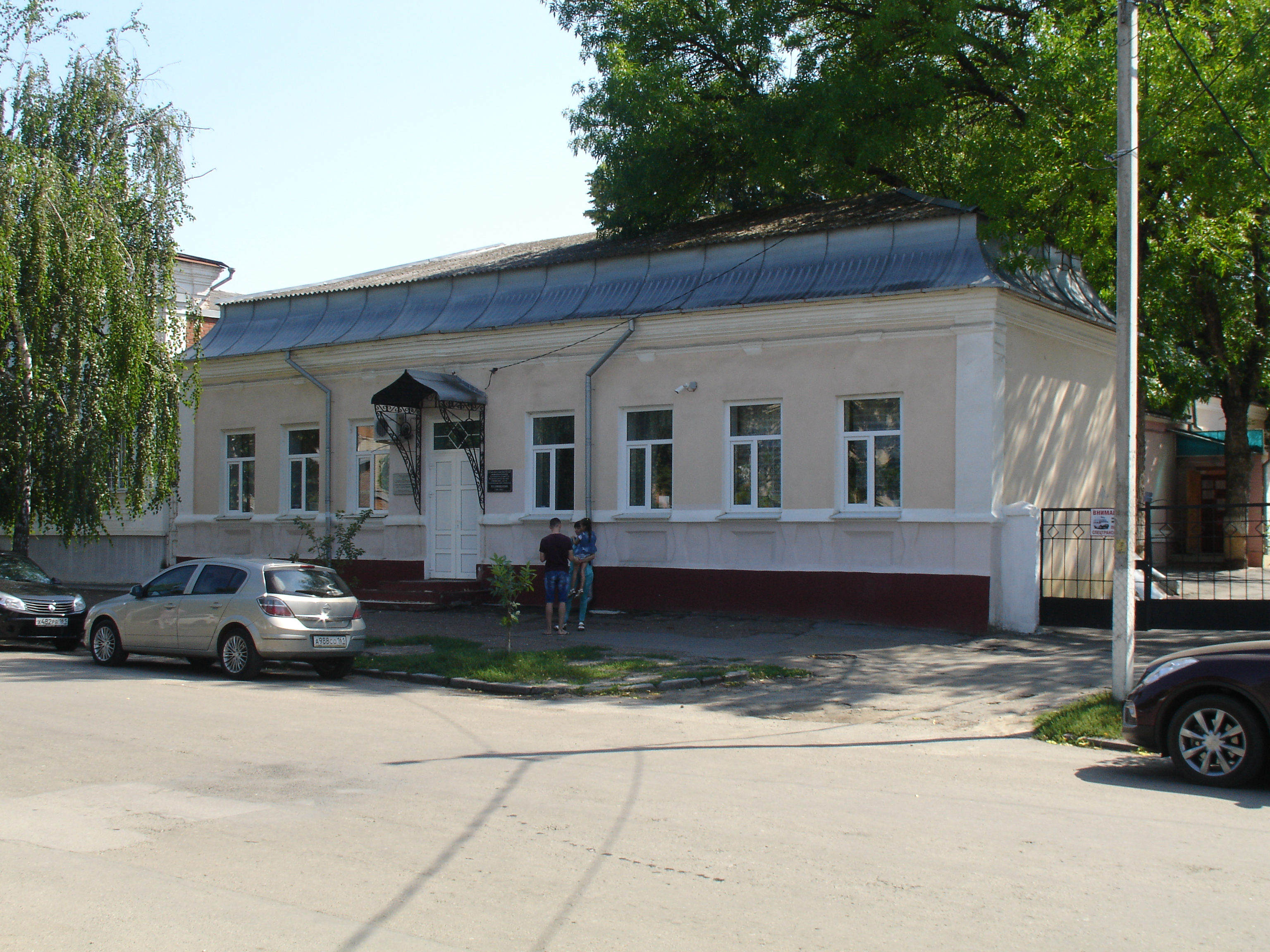
Дом-музей Самойловича в Азове (июль 2020 г.)

В 1981 году в Азове в доме, где жил Самойлович (Ленинградская улица), открыт мемориальный музей.

## В кино
В советско-итальянском фильме «Красная палатка» (1969) роль профессора Самойловича исполнил Григорий Гай.

## Сочинения
- Остров Шпицберген и первая русская научно-промысловая экспедиция. — 1913.
- Проект оборудования каменноугольных копей на русской территории Груманта (Шпицбергена). — 1920.
- Записка горного инженера Самойловича по вопросу о разработке русских каменноугольных копей на Шпицбергене. — 1921.
- Первый поход «Красина». — 1928; 1930; 1934.
- СОС в Арктике. — Берлин, 1930.
- Поход «Красина» // Со статьёй участников экспедиции под руководством Р. Л. Самойловича. — 1930.
- Во льдах Арктики. — 1930.
- Путь к полюсу. — 1933.
- Моя восемнадцатая экспедиция. — 1934.
- На спасение экспедиции Нобиле. — 1967.